# Vasîlîha, Stavîșce
Vasîlîha (în ucraineană Василиха) este o comună în raionul Stavîșce, regiunea Kiev, Ucraina, formată numai din satul de reședință.

## Demografie
Componența lingvistică a comunei Vasîlîha
     Ucraineană (96,28%)
     Rusă (3,72%)
Conform recensământului din 2001, majoritatea populației comunei Vasîlîha era vorbitoare de ucraineană (96,28%), existând în minoritate și vorbitori de rusă (3,72%).